# Nice-4 (tổng)
Tổng Nice-4 là một tổng của Pháp. Tổng này nằm ở tỉnh Alpes-Maritimes trong vùng Provence-Alpes-Côte d’Azur.

## Các đơn vị hành chính
Tổng Nice-4 gồm một phần của Nice. Các khu phố của Nice nằm trong tổng này:
- Les Musiciens

## Lịch sử
| Ngày bầu cử | Tên                | Đảng    | Tư cách                        |
| ----------- | ------------------ | ------- | ------------------------------ |
|             |                    |         |                                |
| 1988        | M. Charles Ehrmann | UDF-RPR |                                |
| 1994        | M. Charles Ehrmann | UDF-RPR |                                |
| 2001        | M. Auguste Vérola  | UMP     | Adjoint au Thị trưởng của Nice |
| 2008        | M. Auguste Vérola  | UMP     | Ủy viên hội đồng Nice          |

## Biến động dân số
| 1882                                         | 1926 | 1962 | 1968 | 1975 | 1982 | 1990 | 1999   |
|                                              |      |      |      |      |      |      | 19 726 |
| -------------------------------------------- | ---- | ---- | ---- | ---- | ---- | ---- | ------ |
| Số liệu từ năm 1990: Dân số không tính trùng |      |      |      |      |      |      |        |